# AvocatNet.ro
Avocatnet.ro (sau avocatnet) este un site web românesc de informații juridice, fiscale și de afaceri, deținut de compania Inteligo Media SA. Este construit în jurul a două platforme importante: o comunitate de Q&A (întrebări și răspunsuri), respectiv o publicație online cu actualizare de mai multe ori pe zi, care oferă știri și analize din domeniul juridic, contabil sau de afaceri. Răspunsurile la întrebări se dau gratuit de către alți membri ai comunității, într-un timp foarte scurt. Media de răspuns este, de regulă, de până în 20 de minute.
Participarea la site se poate face prin înregistrarea gratuită ca membru. Ulterior, membrii pot răspunde altor membri sau pot comenta articolele apărute pe site.

## Istoria AvocatNet.ro
Siteul a fost fondat în aprilie 2001. Inițial, era o publicație online cu informații pentru avocați. Ulterior, siteul a adăugat un forum, un magazin online și mai multe tipuri de servicii. 
În 2009 a devenit un portal generalist de informație juridică, economică sau de afaceri. 
În 2013, fondul de investiții 3TS Capital a făcut o investiție la avocatnet.ro.
In ianuarie 2015, avocatnet.ro a depășit, pentru prima dată, cifra de 1,5 milioane de vizitatori unici lunar din România. 
În ianuarie 2016, avocatnet.ro a depășit pentru prima dată pragul de 2.5 milioane de vizitatori unici lunar.
În ianuarie 2017, avocatnet.ro a depășit pentru prima dată pragul de 2.75 milioane de vizitatori unici lunar.
In 2018, avocatnet.ro a devenit, potrivit statisticilor SimilarWeb.com, unul dintre cele mai mari websiteuri private care explica legislatia, in lume. 